# 平氏 (畠山氏被官)
平氏（へいし、ひらし、ひらかし、たいらし）は、日本の氏族のひとつ。本項では管領家畠山氏に仕え、「平」の名字を名乗った一族について述べる。

## 畠山宗家被官の平氏
平氏が仕えた畠山氏は、畠山基国の代に河内・紀伊・能登・越中の守護および管領に任じられ、細川氏や斯波氏と共に三管領家の1つに数えられた家である。
畠山基国の子の満家に仕える在京奉行人として、平豊前入道の名が見える。応永34年（1427年）2月、豊前入道は守護使として根来寺へ派遣されている（『満済准后日記』）。
大和国宇智郡は畠山氏が支配したが、その内の丹原荘を平六郎左衛門尉が領していた。寛正3年（1462年）、その遺領の一部が隅田孫左衛門尉に与えられた（『隅田家文書』）。
享徳3年（1454年）、畠山氏の家督を巡って畠山弥三郎と畠山義就の間で武力抗争が起き、その結果、畠山宗家は畠山政長の系統（政長流畠山氏）と畠山義就の系統（義就流畠山氏）とに分かれた。平氏の姿は、分裂したそれぞれの畠山氏の被官として確認できる。

### 政長流畠山氏被官
畠山政長の内衆に平三郎左衛門尉（諱は知久か）がいる。文明9年（1477年）11月、三郎左衛門尉は幕府から紀伊国和田荘の兵糧米賦課停止を命じられ（『大乗院寺社雑事記』）、文明15年（1483年）6月、東山の浄土寺に移った将軍・足利義政に対し、遊佐長直や神保長誠らと共に進物を行っている（『親元日記』）。『大乗院寺社雑事記』によると三郎左衛門尉は紀伊口郡の「小守護代」であるが、弓倉弘年は、将軍に進物を行うほどの有力内衆が在国内衆である小守護代とは考えにくいとする。また、弓倉は『間藤家文書』20号に「守護代平殿」とあることについて、『間藤家文書』の信用性に問題があることや、この時期の口郡守護代は遊佐兵庫助長恒と考えられることから、三郎左衛門尉を口郡守護代と見なすこともできないとする。なお、三郎左衛門尉が口郡小守護代である場合、『間藤家文書』42号の「知久」に比定できる。
明応2年（1493年）閏4月、河内正覚寺における戦いで畠山政長が戦死した。その際、政長や遊佐長直、遊佐長恒らと共に三郎左衛門尉も切腹している。
畠山政長の孫の稙長や政国に仕えた人物として、平三郎左衛門尉盛知がいる。盛知は守護家の奉行人で、天文14年（1545年）に守護代格の丹下盛賢が死去した後、丹下備中守盛知と名乗った。
盛知が丹下氏を継承すると、新たに平三郎左衛門尉（芳知）を名乗る人物が現れる。この三郎左衛門尉は、弘治4年（1558年）の時点で存在の確認できる大和宇智郡の国人一揆で推戴される人物である。天正2年（1574年）、三郎左衛門尉は織田信長に臣従し、天正9年（1581年）の高野攻めに加わっている。
この他、永禄11年（1568年）の畠山秋高書状に平豊後入道の名が現れる（『粉河寺文書』）。

### 義就流畠山氏被官
文明年間（1469–1487年）、畠山義就に仕える平氏の姿が確認できる。文明7年（1475年）1月、畠山政長方に攻められた遊佐就家の援軍として、「遊佐越中（盛貞）・誉田（就康）・平」が京都から河内に下っている（『天文日記』）。文明8年（1476年）12月には、東寺が歳末巻数を贈った相手として畠山義就や誉田正康、斎藤宗時、遊佐就盛、木沢左衛門佐と共に「平」が挙げられている（『東寺百合文書』）。義就流畠山氏では、応仁2年（1468年）以降、守護代家と奉行人から成る「五人奉行方」と呼ばれる連署奉書の署判者たちが現れているが、文明2年（1470年）より河内に長期在陣することになった守護代家の遊佐就家に代わって、准守護代家として平氏が五人奉行方に加わったとものとみられる。『文明十六七年記』には、文明18年（1486年）頃の河内誉田における奉行として8人の名が挙げられており、そこには守護代家である「遊佐（就家）」「遊佐中務丞（就盛）」「誉田（正康）」に続いて「平」の名が記されていた。
義就の曽孫である畠山義堯の奉行人として平豊前守英房がいる。英房は享禄4年（1531年）7月、小柳家綱と共に連署奉書を発給していた（『観心寺文書』）。
享禄5年（1532年）に木沢長政と対立した畠山義堯が滅び、在氏が当主となると、英房と小柳家綱は姿を消し、井口美濃守・木沢中務大輔と平若狭守英正の3人が奉行人を務めた。英正は義堯の頃にも奉行人を務めており、大永4年（1524年）にその活動が見られる（『奥家文書』）。英正という諱から、畠山義英・義堯・在氏の3代にわたって仕えたと考えられる。
木沢長政が戦死し、天文18年（1549年）に畠山尚誠に代替わりすると、平豊前入道と呼ばれる英房は「奉行にてはなし」とされるものの義就流畠山氏の中枢に戻った（『観心寺文書』）。天文21年（1552年）4月、英房の後継者である平誠佑（左衛門大夫）が遊佐家盛と共に連署奉書を発給している（『真観寺文書』）。同年5月には、尚誠が河内奪回戦を行うのに当たり、誠佑は遊佐家盛と共に大和国宇智郡の栄山寺に禁制を掲げた（『栄山寺文書』）。

## 能登畠山氏被官の平氏
応永15年（1408年）に畠山満慶が能登畠山氏を創立すると、平氏は遊佐氏や神保氏、佐脇氏などと同様に、畠山宗家被官の一族から分かれて能登畠山氏の被官となった。近世の伝承（後述）などから、平氏は能登国羽咋郡堀松荘（郷）浦方（現在の石川県羽咋郡志賀町川尻・町・安部屋付近）を本拠としたと考えられ、羽咋郡北部の主要な湊である安部屋湊を掌握することで能登畠山氏の重臣として台頭したとみられる。
文明12年（1480年）、畠山義統に仕える平光知（新左衛門尉）は近江国余呉荘にて、京都と能登の連絡役を務めていた。文明年間から明応年間（1492–1501年）頃には、守護請地である羽咋郡菅原荘や同郡土田賀茂荘の代官職を請け負っている。
光知の孫（季知の子）である平総知（加賀守）は、天文20年（1551年）より畠山領国の実権を握った畠山七人衆の一人で、畠山義総・義続に仕えた。七人衆を主導する遊佐続光と温井総貞が争った際には遊佐方に付き、天文22年（1553年）12月に遊佐方が敗れると没落した。また、この時の戦いでは平左衛門六郎が遊佐秀頼と共に生け捕られている（大槻合戦）。
総知の孫の堯知（加賀守）は、畠山義続の子の義慶に仕えた。元亀年間（1570–1573年）には温井景隆や長綱連、遊佐盛光と共に、幼少の義慶に代わって実権を握っている。この頃、平氏や温井氏、長氏、遊佐氏は婚姻や養子縁組などで互いに縁戚関係となっていた。長綱連の父の長続連は平総知の子で、堯知の叔父に当たるとされる。
天正5年（1577年）9月、越後の上杉謙信により能登畠山氏の居城の七尾城が落城すると、堯知はその家臣となった。しかし天正7年（1579年）、温井景隆らと共に上杉氏に背き、七尾城を占拠する。天正9年（1581年）3月、織田信長の奉行の菅屋長頼らが能登に入ると、七尾城から退去した。

### 近世の伝承
近世の羽咋郡堀松荘（郷）には「平式部大夫」という人物の名が伝わっている。
近世後期に成立した『能登名跡志』や『能登志徴』などの地誌類によると、志賀町町（まち）の浄真寺屋敷は平式部大夫の館跡（平式部館）で、町村には式部大夫の城跡が残存しており、町村の旧家・武右衛門家（平家）は式部大夫の子孫であるという。この他、町の産土神の八千鉾神社を平式部大夫が創建したとする伝承や、志賀町安部屋の日吉神社を式部大夫が崇敬したという社伝などがあり、平式部大夫が堀松荘浦方の安部屋湊周辺の在地領主であった様子がうかがえる。ただし、式部大夫の名は同時代史料に見えず、平加賀守堯知を指すものと考えられる。
また、堀松荘に属した志賀町神代の神代神社社家・水野氏は「手筒式部大夫」の子孫と伝えており、志賀町末吉にある末吉城は『能登名跡志』によると「手筒某」の城であるという。この「手筒」は「平箇（ひらか）」の誤記で、平氏のこととも考えられる。
なお、『能登志徴』には末吉城は河野肥前守の居城とあり、肥前守は上杉謙信の能登侵攻の際に堀松で戦死したとされている。これらのことから『能登名跡志』に記載される「手筒某」は天文22年（1553年）の大槻合戦で生け捕りとなった平左衛門六郎を指し、河野肥前守は左衛門六郎の没落後に末吉城に入った可能性が考えられる。

### 武右衛門家
平式部大夫の末裔とされる町村の武右衛門家は能登天領の大庄屋を務めた家で、町村を含む13か村を支配した。その持高は、寛文元年（1661年）に72石、享保11年（1716年）に60石、天明元年（1781年）に193石、万延2年（1861年）に374石余である。同家が江戸時代中期に築いた「平（たいら）家庭園」は県指定名勝、同家に伝わる「平家文書」は県指定有形文化財となっている。
文化14年（1817年）に作成された同家の由緒書上帳によると、平式部大夫は羽咋郡堀松荘に城を構えて住み、天正5年（1577年）に七尾城が落城すると他国に移った。しばらくしてから旧地に戻った式部大夫は高野左衛門と名乗り、安部屋村から町村を分村させた。元禄2年（1689年）、当時武右衛門を名乗っていた平家は大庄屋に任じられ、その際、名字を「平野」に改めたという。なお、文化11年（1814年）付で武右衛門に宛てられた書簡が伝わるが、その宛所は「平野武右衛門」でなく「平武右衛門」である。
また、同家の家伝には「町村の城主平野左衛門」とあり、この左衛門は天文22年（1553年）に没落した平左衛門六郎の可能性がある。このことから、武右衛門家は平氏嫡流（加賀守家、伝承における式部大夫家）の子孫でなく、左衛門六郎の子弟の末裔であるとも考えられる。